# Renos K. Papadopoulos
Renos K. Papadopoulos Ph.D (...) è uno psicologo statunitense.
È consulente psicologo clinico presso la clinica Tavistock, professore presso l'University of Essex, psicoterapeuta familiare sistemico e psicoanalista, didatta e supervisore junghiano. Alla Tavistock si è impegnato per molti anni nel lavoro con i rifugiati, lavorando clinicamente con famiglie e individui singoli, insegnando in corsi specialistici, ed offrendo supervisioni e consulenze a medici e servizi. Ha lavorato in diversi paesi, con rifugiati e sopravvissuti alla tortura ed alla violenza politica, come consulente presso le Nazioni Unite, ed in altre organizzazioni. 

## Opere
- Jung in Modern Perspective, con Saayman, G.S. (Eds.), London: Wildwood House, 1984.
- C.G. Jung: Critical Assessments,(In quattro volumi), London and New York: Routledge, 1992.
- Multiple Voices: Narrative in Systemic Family Psychotherapy, con Byng-Hall, J. (Eds.) London: Duckworth, 1997. New York: Routledge, 1997. London: Karnac, 2002.
- Violencia en Una Sociedad en Transición (et al.) San Salvador: PNUD, United Nations Development Program, 1998.
- Therapeutic Care for Refugees. No Place Like Home, London: Karnac, 2002. Tavistock Clinic Series (trad.it. L'assistenza terapeutica ai rifugiati. Nessun luogo è come casa propria,Edizione Magi, Roma, 2006)
- The Handbook of Jungian Psychology, Theory, Practice and Applications, London and New York: Routledge, 2006.